# Сефардская музыка
Музыка сефардских евреев на языках ладино (сефардский язык) и иврите.

## История
Сефардская музыка как особый жанр начала развиваться в Средние века на территории Пиренейского полуострова и островах Майорка и Мальта.
Большая часть раннего сефардского фольклора состоит в основном из литургических и каббалистических пиютов (напевов) на иврите.
В XIII веке появились первые сефардские песни на раннем ладино, как например «a la una yo naci».
После изгнания евреев из Испании сефардская музыка стала распространяться в странах Средиземноморья, Леванте, а также на Карибских островах, Северной и Южной Америке.
Многие сефардские песни в странах Карибского моря называют «пиратскими», поскольку многие сефарды принимали активное участие в развитии пиратства в Карибском море.

### В наше время

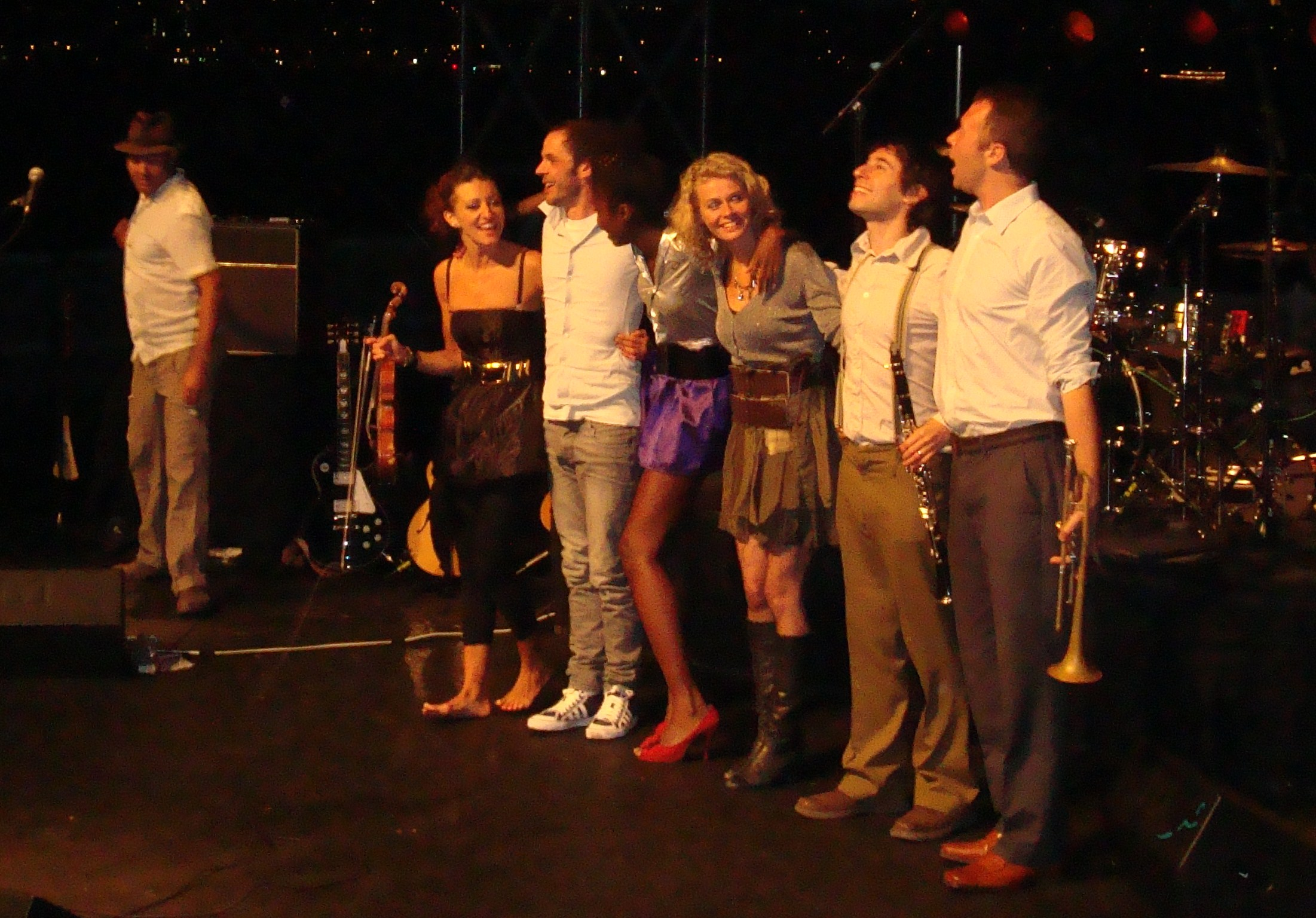
Oi Va Voi (Цюрих, 2009)

В наше время многие сефардские народные песни исполняются представителями поп-музыки, рок, этно, джаз музыки, а также симфоническими оркестрами. Самыми яркими примерами являются группы In Extremo записавшиею песню Kuando el rey Nimrod в стиле хеви-метал, британская группа Oi Va Voi записавшая вместе KT Tunstall «Ladino Song» (Yo me enamore d’un aire).
Также, многие современные музыканты пишущие инструментальную, музыку называют свою музыку сефардской.

### Распространенные песни
- Los Bilbilicos (La Rosa Enflorese)/ צור משלו אכלנו
- Morenica (שחרחורת)
- Avre tu Puerta Cerrada
- Mi Padre Era de Francia
- Cuando el Rey Nimrod (Avraham Avinu)
- Por la tu Puerta
- Hamavdil
- Tres Klavinas en un Tiesto Tres Klavinas en un Tiesto (Aman Minush)
- Avre Este Abajour
- Asentada en mi Ventana
- Adio Kerida (Adio Querida))
- Irme Kero
- La Serena / Si la mar era (fuere/seas) de Leche) (с переводом на русский язык)

## Наиболее известные исполнители

### Этно
- Ana Alcaide (Испания)
- Judi Frankel (США)
- Mor Karbasi (Великобритания)
- Yehoram Gaon (Израиль)
- George Dalaras (Греция)
- Janet & Jak Esim (Турция)
- BraAgas (Чехия)
- Avraam Perera (Израиль)
- Fortuna (Бразилия)
- Daddo Dganit (Израиль)
- Rosa Negra — Fado Ladino (Португалия)
- Glykeria (Греция)
- Javier Ruibal (Испания)
- Los Desterrados (Великобритания)
- Françoise Atlan (Франция)
- Soledad Bravo (Венесуэла)
- Joaquín Díaz González (Испания)
- Ясмин Леви (Израиль)

### Поп
- Yosi Azulay (Израиль)
- Sefarad (Турция)
- David d’Or (Израиль)
- Esther Ofarim (Израиль)
- Stefanie Valadez (США)
- María Salgado (Испания)
- Montserrat Franco (США)

### Джаз
- Авишай Коэн (Израиль)
- Koby Israelite (Великобритания)
- Lampa Ladino (Россия)

### Рок
- Sarah Aroeste (США)
- Deleon (США)
- La Mar Enfortuna (США)

### Инструментал
- Софи Соломон (Великобритания)
- Adik Chezron (Германия)
- Israeli Andaluzian Orchestra (Израиль)
- Al Andaluz Project (Испания)